# Breide Rantzau (Statthalter, 1506)
Breide Rantzau (* um 1506 in Bollingstedt; † 13. Oktober 1562) war ein deutscher Ritter im Herzogtum Holstein und dänischer Statthalter in den Herzogtümern Schleswig und Holstein.

## Familie
Breide Rantzau stammte aus der holsteinischen Adelsfamilie Rantzau. Sein Vater Hans Rantzau (1452–1522) war Amtmann auf Gut Neuhaus und Schmoel im heutigen Kreis Plön, seine Mutter Margarethe (1477–1547) stammte aus der ebenfalls zum holsteinischen Uradel gehörenden Familie Brockdorff. Er hatte zahlreiche Geschwister, von denen der Älteste Melchior Rantzau große Bedeutung in der Regierung des dänischen Königs Christians III. hatte und Balthasar Rantzau 1536 Bischof von Lübeck wurde.

## Leben
Während der Grafenfehde diente Breide Rantzau im Heer Christians III. Gleich zu Beginn geriet er im August 1534 bei Nyborg auf Fünen in Gefangenschaft des von Christoph von Oldenburg angeworbenen holländischen Söldnerführers Eberhard Ovelacker und wurde nach Kopenhagen gebracht, dem Zentrum der Gegner von Christian III., und bald ausgetauscht.
1536 schloss sein Bruder Melchior Rantzau in Auftrag von Christian III. ein Bündnis mit Karl von Egmond, dem Herzog von Geldern. Breide Rantzau führte zusammen mit Johann Rantzau das Heer, das dem Landsknechtsführer Meinhart von Hamme Unterstützung bringen sollte. Das Vorhaben scheiterte jedoch. Breide Rantzau geriet in Gefangenschaft. Nachdem Karl von Egmond sich unterworfen hatte und Melchior Rantzau einen Friedensvertrag für Dänemark ausgehandelt hatte, kam Breide wieder frei. Zurück in Dänemark erhielt er den Rang eines königlichen Rats und wurde Amtmann zunächst in Sonderburg und ab 1539 als Nachfolger seines Bruders in Hadersleben. Auch als Diplomat trat er die Nachfolge seines 1539 verstorbenen Bruders an und verhandelte u. a. gemeinsam mit Johann Rantzau 1543 ein Bündnis mit Wilhelm von Jülich-Kleve-Berg, der jedoch im Dritten geldrischen Erbfolgekrieg gegen Kaiser Karl V. unterlag.
Als Johann Rantzau 1545 seine Ämter niederlegte, folgte Breide Rantzau ihm als Statthalter der königlichen Anteile von Schleswig-Holstein und Amtmann von Segeberg. Nachdem sein Bruder, der Bischof Balthasar Rantzau, 1545 entführt worden war und die Verhandlungen sich endlos in die Länge zogen, versuchte Breide Rantzau Anfang 1547, das Recht selbst in die Hand zu nehmen und überfiel die Hochzeit eines der der Beihilfe Verdächtigten in der Mark Brandenburg. Balthasar war zu diesem Zeitpunkt jedoch bereits tot.
1551 legte Breide Rantzau das Statthalteramt nieder. 1555 wechselte er in den Dienst von Herzog Hans über. 1559 nahm er als herzoglicher Kriegsrat an der Eroberung der Bauernrepublik Dithmarschen teil und übernahm Johann Rantzaus Stellung nach dessen Verwundung. In dieser Position riet er von einem direkten Angriff auf Meldorf ab.
Zusätzlich zu seinen übrigen Ämtern war Breide Rantzau Probst (Rechtsvertreter) des Klosters Preetz. Er war mit Catharina Heest verheiratet.